# 김희철 (인천광역시의원)
김희철(金熙哲, 1969년 12월 9일 ~ , 전라남도 고흥군)은 대한민국 인천광역시의회 의원이다.

## 학력
- 광주문성고등학교
- 강남대학교 부동산학과
- 인천대학교 경영대학원 졸업(경영학 석사)

## 경력
- 새천년민주당 중앙당 인사부장
- 더불어민주당 중앙당 부대변인
- 2018.07 ~ 2022.03: 제8대 인천광역시의회 의원(초선, 연수구 제1선거구)
- 2022.10 ~ : 더불어민주당 인천광역시당 사회적경제위원회 위원장

## 역대 선거 결과
|  | 54.96% |

|  | 46.4% |